# Manšija Zabda
Manšija Zabda nebo Manšija al-Zabda (hebrejsky מנשייה זבדה, arabsky منشية الزبدة, anglicky Manshiya Zabda, v oficiálním seznamu sídel Manshiyyet Zabda) je arabská vesnice v Izraeli, v Severním distriktu, v Oblastní radě Jizre'elské údolí.

## Geografie
Leží v nadmořské výšce 116 metrů v Dolní Galileji, na pomezí severozápadní části zemědělsky využívaného Jizre'elského údolí a zalesněného kopcovitého hřbetu Giv'at Chacir, který sem vybíhá ze severu. Podél jeho východní strany do údolí přitéká vádí Nachal Šimron, podél západní vádí Nachal Nahalal.
Vesnice se nachází cca 10 kilometrů západně od Nazaretu, cca 80 kilometrů severovýchodně od centra Tel Avivu a cca 22 kilometrů jihovýchodně od Haify. Manšija Zabda obývají izraelští Arabové, přičemž osídlení v tomto regionu je převážně židovské. Oblast s výraznějším etnickým zastoupením Arabů začíná až cca 5 kilometrů severním a severovýchodním směrem.
Manšija Zabda je na dopravní síť napojena pomocí dálnice číslo 75.

## Dějiny
Manšija Zabda byla založena roku 1945 několika arabskými rodinami, které se vystěhovaly z tehdejší vesnice Ilut a usadily se zde. Lokalita se tehdy nazývala Chirbet Zabda (חירבת זבדה). Zdejší pozemky patřily obyvatelům z Ilutu. Kromě nich se sem přestěhovala skupina polokočovných Beduínů, kteří byli vytlačeni ze svých dosavadních pastvin v oblasti poblíž nynějšího města Jokne'am.
Postupně se k nim přistěhovaly další rodiny a vlivem přirozeného přírůstku zde vznikla samostatná vesnice. Oficiálně byla izraelskou vládou uznána za samostatnou obec v roce 1979. Díky tomu později získala napojení na inženýrské sítě a došlo k výstavbě školy. V roce 1980 získala obec územní plán.
Obyvatelé Manšija Zabda se živí provozem komerční zóny při vesnici, u dálnice číslo 75. Část z nich za prací dojíždí mimo obec.

## Demografie
Obyvatelstvo v Manšija Zabda je z poloviny tvořeno arabskými Beduíny, z poloviny usedlými arabskými venkovany (feláhy). Jde o menší sídlo vesnického typu s rostoucí populací. K 31. prosinci 2014 zde žilo 1176 lidí. Během roku 2014 populace stoupla o 3,0 %.
| Rok            | 1961 | 1972 | 1983 | 1995 | 2001 | 2003 | 2004 | 2005 | 2006 | 2007  | 2008  | 2009  | 2010  | 2011  | 2012  | 2013  | 2014  |
| -------------- | ---- | ---- | ---- | ---- | ---- | ---- | ---- | ---- | ---- | ----- | ----- | ----- | ----- | ----- | ----- | ----- | ----- |
| Počet obyvatel | 147  | 321  | 263  | 694  | 854  | 909  | 935  | 951  | 979  | 1 004 | 1 042 | 1 031 | 1 039 | 1 062 | 1 105 | 1 142 | 1 176 |